# Claudio Rodríguez Fer
Claudio Rodríguez Fer (Lugo, 6 de abril de 1956) es un escritor español, poeta, narrador, dramaturgo y ensayista en lengua gallega e hispanista en lengua castellana. 

## Biografía
Empezó a escribir poesía a los ocho años de edad, bajo la influencia humanística y progresista de su padre y la docente de su madre, que era maestra. En 1966 inició estudios de bachillerato en el Instituto Masculino de Lugo y, en 1970, su militancia antifranquista en el seno del movimiento estudiantil. Fueron también los años de sus "cine-poemas" y de otros trabajos sobre el séptimo arte, con los que comenzó a colaborar regularmente en El Progreso de Lugo. Desde 1974, cursó la carrera de Filología Hispánica en el Colegio Universitario de Lugo y, a partir de 1976, en la facultad de Filología de Santiago de Compostela, licenciándose en 1978. Fundó la colección de ediciones críticas Clásicos Galegos y dirige la Cátedra de Poesía y Estética José Ángel Valente y el anuario filológico Moenia. Revista Lucense de Lingüística & Literatura, en el seno de la Universidad de Santiago de Compostela. Con Carmen Blanco, coordina Unión Libre. Cadernos de vida e culturas, editados por Ediciós do Castro. Fue catedrático de enseñanza media en Galicia y profesor en las Universidades de la ciudad de Nueva York, de la Alta Bretaña en Rennes, de Bretaña Sur en Lorient, de París Este Marne-La Vallèe y de Santiago de Compostela, donde hoy ejerce la docencia, así como conferenciante y congresista en numerosos lugares de Europa, América y África.
Su obra poética se caracteriza por el predominio de la temática erótica, el vitalismo libertario y la apertura intercultural en Poemas de amor sen morte (Ubago, Granada, 1979), Tigres de ternura (Reprografía 1846, Compostela, 1981), Historia da lúa (Galaxia, Vigo, 1984), A boca violeta (Sotelo Blanco, Barcelona, 1987) y Cebra (Caffarena, Málaga, 1991), poemarios todos reunidos en Vulva (Libros da Cebra, Compostela, 1990) y antologados en A muller núa (Biblioteca 114, Compostela, 1992), cuatro de ellos con ilustraciones de Carmen Blanco.
Al margen de este ciclo se encuentran los libros Cinepoemas (Xerais, Vigo, 1983), ampliado en edición gráfica de Cristina Fiaño (Ouvirmos, Sarria, 2016), y su trilogía sobre la memoria histórica y el compromiso ético, compuesta por Lugo blues (Concello de Lugo, 1987), con fotografías de Eduardo Ochoa; A loita continúa (Xerais, Vigo, 2004) y Ámote vermella (Xerais, Vigo, 2009), con grabados de Sara Lamas.
Como resultado de sus estancias fuera de su tierra y con ilustraciones de Sara Lamas, publicó Extrema Europa (Positivas, Compostela, 1995), A unha muller descoñecida (Esquío, Ferrol, 1997), Viaxes a ti (Augatinta, Lugo, 2006) y Unha tempada no paraíso (Toxosoutos, Noia, 2010), con amplia introducción de Olga Novo. Su poesía relacionada con su pasión por la música apareció en A muller sinfonía (Cancioneiro vital) (Ouvirmos, Sarria, 2018). Reunió toda su obra poética verbal hasta esta obra (doce libros) en Amores e clamores (Ediciós do Castro, Sada, 2011). Posteriormente publicó ADN do infinito (Andavira, Santiago de Compostela, 2021), ilustrado por Sara Lamas inspirándose en la cultura rumana. 
También publicó poemas objeto, poesía visual y el libro de artista Rastros de vida e poesía (El Gato Gris, Valladolid, 2000) en colaboración con el pintor surrealista Eugenio Granell. Su poesía visual fue editada en Criptografías (Del Centro Editores, Madrid, 2018), con prefacio de Antonio Gamoneda, y antologada en la exposición Corpoética (Fundación Granell, Santiago de Compostela, 2018), cuyo catálogo contiene textos de Lily Litvak, Olga Novo, Manuel Fernández Rodríguez y Antonio Gamoneda, así como diseño de Cristina Fiaño. En el Centro de Arte Moderno de Madrid expuso Corpoética infinita (2019).  
Su obra narrativa fue reunida en Meta-relatos (Xerais, Vigo, 1988), con fotografías de Eduardo Ochoa, y en Os paraísos eróticos (Meubook, Santiago de Compostela, 2010), con ilustraciones de Sara Lamas. En forma suelta dio a conocer A muller loba (Contos do Castromil, Vigo, 1993), "A puta filósofa" (Contos de cine, CGAI, La Coruña, 1996), "A raposa boreal" (Unha liña no ceo, Xerais, Vigo, 1996) y microrrelatos en Contos eróticos (Xerais, Vigo, 1990). Reunió toda su obra narrativa en Contos e descontos (Toxosoutos, Noia, 2011), incluyendo los inéditos "Prometeo adolescente" y "O neno que non quería ir á guerra". 
Sus estudios literarios pretendieron fundamentar y modernizar el análisis literario incorporando los más variados métodos y enfoques integrales, como muestran los libros Poesía galega (Xerais, Vigo, 1989), Arte literaria (Xerais, Vigo, 1991), Comentarios de textos contemporáneos (Xerais, Vigo, 1992), Comentarios de textos populares e de masas (Xerais, Vigo, 1994), Acometida atlántica (Por un comparatismo integral) (Xerais, Vigo, 1996) y Guía de investigación literaria (Júcar, Gijón, 1998). 
Su tesis doctoral dio origen al libro A literatura galega durante a guerra civil (Xerais, Vigo, 1994) y a las ediciones de Guerra literaria, de Rafael Dieste (do Castro, Sada, 1991), Verbas de chumbo, de Castelao (Sotelo Blanco, Barcelona, 1992), Poesía perdida, de Ricardo Carballo Calero (do Castro, Sada, 1993), Obras reunidas, de Ángel Johán (do Castro, Sada, 1993) y Álvaro Cunqueiro en Ortigueira, de Álvaro Cunqueiro (Consello da Cultura Galega, Santiago, 2011). También sobre la guerra civil, coordinó los volúmenes monográficos de Unión Libre titulados Memoria antifascista de Galicia, Vermellas y A voz das vítimas do 36 (do Castro, Sada, 2004, 2006 y 2008, respectivamente). Sobre el poeta popular amigo de su padre que vivió un cuarto de siglo oculto en Castilla durante la dictadura franquista publicó Santiago Marcos, poeta topo contra el fascismo (El Viejo Topo, Barcelona, 2023). 
Estudió a Dostoievski en la introducción de A lenda do Gran Inquisidor (Xerais, Vigo, 1998), a Antonio Machado en el libro Antonio Machado e Galicia (do Castro, Sada, 1989), a Borges en las obras Borges dende o labirinto galego (Xunta de Galicia, Santiago de Compostela, 2008) y Borges y todo (Escepticismo y otros laberintos) (Del Centro Editores, Madrid, 2013, aumentada en 2023), así como a Neruda, Cernuda, Gamoneda, Brassens, Ferré, Verne y Cavafis en trabajos diversos, como el libro Poetas concatenados: Cavafis, Cernuda, Valente y Gamoneda (Del Centro Editores, Madrid, 2024). Su intensa relación literaria con el celtismo y personal con los países celtas quedó reflejada en Meus amores celtas (do Castro, Sada, 2010).
Sobre el narrador Ánxel Fole, con quien tuvo trato casi familiar, publicó A Galicia misteriosa de Ánxel Fole (do Castro, Sada, 1981), Ánxel Fole. Vida e obra (Xerais, Vigo, 1997), O mundo lucense de Ánxel Fole (Galería Sargadelos, Lugo, 1997) y Ánxel Fole. Unha fotobiografía (Xerais, Vigo, 1997), además de las ediciones Contos de lobos (Xerais, Vigo, 1985), Cartafolio galego (A Nosa Terra, Vigo, 1996) y Obra galega completa (Galaxia, Vigo, 1997). En colaboración con Carmen Blanco, hizo también las ediciones de Con pólvora e magnolias, de Xosé Luís Méndez Ferrín (Xerais, Vigo, 1988) y Os eidos, de Uxío Novoneyra (Xerais, Vigo, 1990).
Especializado en la obra de su amigo José Ángel Valente, elaboró la edición e introducción de las tres ediciones sucesivamente ampliadas de la compilación de su poesía gallega bajo el título de Cántigas de alén (1987, 1989 e 1996); publicó los libros José Ángel Valente (Taurus, Madrid, 1992), Material Valente (Júcar, Gijón, 1994), Valente: el fulgor y las tinieblas (Axac, Lugo, 2008), Valente vital (Galicia, Madrid, Oxford) (Cátedra Valente, Universidade de Santiago de Compostela, 2012), Valente vital (Ginebra, Saboya, París) (Cátedra Valente, Universidade de Santiago de Compostela, 2014), Valente vital (Magreb, Israel, Almería) (Cátedra Valente, Universidade de Santiago de Compostela, 2017), Valente infinito (Libertad creativa y conexiones interculturales) (Cátedra Valente, Universidade de Santiago de Compostela, 2018) y Valente epistolar (Correspondencia de José Ángel Valente con sus amistades) (Cátedra Valente, Universidade de Santiago de Compostela, 2021); reunió sus traducciones en Cuaderno de versiones (Galaxia Gutenberg / Círculo de Lectores, Barcelona, 2002) y sus artículos en Obras completas. Ensayos (Galaxia Gutenberg / Círculo de Lectores, Barcelona, 2008); dirigió el "Encuentro Internacional sobre José Ángel Valente" de 1993 y coordinó los monográficos sobre Valente de las revistas Ínsula, Unión Libre, Moenia y Hablar / Falar de Poesía. También editó Ensayos sobre José Ángel Valente, de Juan Goytisolo (2009).
Fue traducido a diversos idiomas en antologías y revistas de lenguas románicas, germánicas, eslavas y orientales, así como en ediciones exentas, como, en castellano, Icebergs (Micropoemas reunidos) (2015) y Anarquista o nada (Poemas de la memoria libertaria) (2016); en inglés, Tender Tigers (2012), Rosalía’s Revolution in New York (2014), Deathless Loves (2015) e New York, New Poems (2022); en francés Voyages à toi (2008), La pièce bretonne (2014), Les amours profonds (2016) y Dialogues impossibles (2018); en italiano, L'ansia di avere le ali (2015); en griego, Πύλες απειράριθμες (2017); en rumano, Dincolo de pădure (2018); en catalán, Bellesa o barbàrie (2019); en portugués, Uma temporada no paraíso (2019); en bretón, Muioc'h kalz eget mil bloaz (2000), etc. 
Tras sucesivas ampliaciones, su poema "A cabeleira" fue traducido a más de sesenta lenguas procedentes de los cinco continentes de la Tierra en A cabeleira multilingüe (2017). También publicó una edición políglota de su poema Pai meu (Amén, camarada) (2017). El mismo poeta introdujo y tradujo Musgo / Moss, de Emily Dickinson (2015).
Estudiado por especialistas como Kathleen N. March, Xosé Luís Axeitos, Claude Henri Poullain, Milagros Polo, María Lopo y Saturnino Valladares, sobre su obra se publicaron tres libros: Por un vocabulario galego do sexo. A terminoloxía erótica de Claudio Rodríguez Fer (Positivas, Compostela, 1996) y O lume vital de Claudio Rodríguez Fer (Follas Novas, Compostela, 1999 y ampliado 2008), ambos de Olga Novo, quien también lo analizó en la introducción de Unha tempada no paraíso, y Os mundos de Claudio Rodríguez Fer (do Castro, Sada, 1998), de Natalia Regueiro. 
Entre otros reconocimientos, en el campo de la poesía, recibió el Premio de la Crítica Española por Tigres de ternura (1981) y el Día de la Poesía Gallega 2016 en Uruguay; en el de la investigación, por dos veces el Premio Losada Diéguez (por Poesía galega y por A literatura galega durante a guerra civil); en el académico, el Premio Extraordinario de Doctorado de la Universidad de Santiago de Compostela y el doctorado honoris causa por la Universidad de la Alta Bretaña en Rennes, y, en el cívico, la Presidencia de Honra de la Asociación Memoria del Exilio de los Republicanos Españoles en Brest y el Premio Galiza Mártir de la Fundación Alexandre Bóveda.

## Poesía
- Poemas de amor sen morte (1979)
- Tigres de ternura (1981), Tender Tigers (2012)
- Cinepoemas (1983), reedición gráfica (2016)
- Historia da lúa (1984)
- A boca violeta (1987)
- Lugo blues (1987)
- Vulva (1990)
- Cebra (1991)
- A muller núa (1992)
- Extrema Europa (1996)
- A unha muller descoñecida (1997)
- Rastros de vida e poesía (2000)
- Moito máis que mil anos / Muioc'h kalz eget mil bloaz (2000)
- A vida. Gravados sobre corpo (2002)
- A loita continúa (2004)
- Viaxes a ti (2006), Voyages à toi (2008)
- Ámote vermella (2009)
- Unha tempada no paraiso (2010), Uma temporada no paraíso (2019)
- Amores e clamores (Poesía reunida) (2011)
- Terra extrema de radiación amorosa (2011)
- O cuarto bretón / La pièce bretonne (2014)
- Revolución rosaliana en Nova York / Rosalía’s Revolution in New York (2014)
- Icebergs (Micropoemas reunidos) (2015)
- Ansia das alas / L'ansia di avere le ali (2015)
- Amores sen morte / Deathless Loves (2015)
- A Cabeleira (Poema en 35 idiomas) (2015)
- A Cabeleira (Poema en 60 idiomas) (2016)
- Os amores profundos / Les amours profonds (2016)
- Anarquista o nada (Poemas de la memoria libertaria) (2016)
- A cabeleira multilingüe (Poema en 65 idiomas) (2017)
- Pai meu (Amén, camarada) (Poema en 8 idiomas) (2017), 11 (2019), 16 (2020)
- Limiares sen límites / Πύλες απειράριθμες (2017)
- A muller sinfonía (Cancioneiro vital) 2018)
- Corpoética (catálogo de exposición) 2018)
- Diálogos imposibles / Dialogues impossibles (2018)
- Criptografías (2018)
- Máis alá do bosque / Dincolo de pădure (2018)
- Beleza ou barbarie / Bellesa o barbàrie (2019)
- A viaxe vermella (María Casares) (Poema en 11 idiomas) (2021)
- ADN do infinito (2021), DNA do infinito (2024)
- Nova York, Novos Poemas / New York, New Poems (2022)
- A cabeleira (Poema en 70 idiomas) (2023)

## Narrativa
- Meta-relatos (1988)
- A muller loba (1993)
- Belas e bestas (2002)
- O muiñeiro misterioso (2005)
- A bela mestra (2005)
- Os paraísos eróticos (2010)
- Contos e descontos (Narrativa completa) (2011)

## Estudio y ensayo
- A Galicia misteriosa de Ánxel Fole (1981)
- Antonio Machado e Galicia (1989)
- Poesía galega (1989)
- Arte literaria (1991)
- José Ángel Valente (1992)
- Comentarios de textos contemporáneos (1992)
- Comentarios de textos populares e de masas (1994)
- A literatura galega durante a guerra civil (1994)
- Material Valente (1994)
- Acometida atlántica. Por un comparatismo integral (1996)
- Ánxel Fole. Vida e obra (1997)
- O mundo lucense de Ánxel Fole (1997)
- Ánxel Fole. Unha fotobiografía (1997)
- Guía de investigación literaria (1998)
- Borges dende o labirinto galego (2008)
- Valente: el fulgor y las tinieblas (2008)
- Meus amores celtas (2010)
- Valente vital (Galicia, Madrid, Oxford) (2012)
- Borges y todo (Escepticismo y otros laberintos) (2013, ampliado en 2023)
- Valente vital (Ginebra, Saboya, París) (2014)
- Valente vital (Magreb, Israel, Almería) (2017)
- Valente infinito (Libertad creativa y conexiones interculturales) (2018)
- Valente epistolar (Correspondencia de José Ángel Valente con sus amistades) (2021)
- Santiago Marcos, poeta topo contra el fascismo (2023)
- Poetas concatenados: Cavafis, Cernuda, Valente y Gamoneda (2024)

## Edición e introducción
- Contos de lobos, de Ánxel Fole (1985, 1989)
- Cántigas de alén, de José Ángel Valente (1987, 1989, 1996)
- Con pólvora e magnolias, de Xosé Luís Méndez Ferrín (1989)
- Os eidos, de Uxío Novoneyra (1990)
- Guerra literaria, de Rafael Dieste (1991)
- Verbas de chumbo, de Castelao (1992)
- Poesía perdida, de Ricardo Carballo Calero (1993)
- Obras reunidas, de Ángel Johán (1993)
- Cartafolio galego, de Ánxel Fole (1996)
- Obra galega completa, de Ánxel Fole (1997)
- A lenda do Grande Inquisidor, de Fiódor Dostoievski (1998)
- Cuaderno de versiones, de José Ángel Valente (2001)
- Cima del canto, de José Ángel Valente (2002)
- Obra literaria completa, de Ánxel Fole (2003)
- Obras completas. Ensayos, de José Ángel Valente (2008)
- Ensayos sobre José Ángel Valente, de Juan Goytisolo (2009)
- Álvaro Cunqueiro en Ortigueira, de Álvaro Cunqueiro (2011)
- Musgo / Moss, de Emily Dickinson, con traducción al gallego (2015)